# Paweł Sowiński (historyk)
Paweł Sowiński (ur. 1 marca 1974 w Warszawie) – polski historyk, doktor habilitowany nauk humanistycznych, profesor nadzwyczajny Instytutu Studiów Politycznych PAN.

## Życiorys
Jest absolwentem Wydziału Historycznego Uniwersytetu Warszawskiego (1998), gdzie uzyskał tytuł magistra na podstawie rozprawy Komunistyczne święto w świetle relacji z obchodów 1 Maja w Polsce Ludowej z lat 1948–1954 napisanej pod kierunkiem Marcina Kuli. Odbył studia doktoranckie w Szkole Nauk Społecznych przy Instytucie Filozofii i Socjologii PAN (dyplom – 2004). Stopień naukowy doktora uzyskał w 2004 na podstawie rozprawy Wakacje w Polsce Ludowej. Polityka władz i ruch turystyczny (1945–1989) (promotor: Marcin Kula). Stopień doktora habilitowanego otrzymał w 2013 w Instytucie Studiów Politycznych PAN na podstawie rozprawy Zakazana książka. Uczestnicy drugiego obiegu 1977–1989 i dorobku naukowego. Zatrudniony w Zakładzie Najnowszej Historii Politycznej Instytutu Studiów Politycznych PAN od 2000, od maja 2013 jako profesor nadzwyczajny. Zajmuje się historią społeczną PRL. Do jego zainteresowań badawczych należą: zimna wojna i polska emigracja polityczna; opozycja antykomunistyczna w Europie Środkowej; wypoczynek i turystyka w Polsce Ludowej; obchody święta 1 maja po 1945 roku.

## Monografie naukowe
- Tajna dyplomacja. Książki emigracyjne w drodze do kraju 1956–1989, Warszawa 2016.
- Zakazana książka. Uczestnicy drugiego obiegu 1977–1989, Warszawa 2011, ISBN 978-83-60580-78-3.
- Wakacje w Polsce Ludowej. Polityka władz i ruch turystyczny (1945–1989), Warszawa 2005, ISBN 83-7436-014-3.
- Komunistyczne święto. Obchody 1 maja w latach 1948–1954, Warszawa 2003, ISBN 83-85660-86-0.